# União das Freguesias de São Miguel, Santa Eufémia e Rabaçal
União das Freguesias de São Miguel, Santa Eufémia e Rabaçal, kurz São Miguel, Santa Eufémia e Rabaçal, ist eine portugiesische Gemeinde (Freguesia) im Kreis (Concelho) von Penela. Sie umfasst eine Fläche von 66,35 km² und hat 3651 Einwohner (Stand nach Zahlen von 2011).
Die Gemeinde entstand im Zuge der kommunalen Neuordnung Portugals nach den Kommunalwahlen am 29. September 2013, als Zusammenschluss der bisherigen zwei Stadtgemeinden São Miguel (Penela) und Santa Eufémia mit der Gemeinde Rabaçal. Sitz der neuen Gemeinde wurde São Miguel.